# UFC Fight Night: Swick vs. Burkman
UFC Fight Night: Swick vs. Burkman foi um evento de artes marciais mistas promovido pelo Ultimate Fighting Championship, ocorreu em 23 de janeiro de 2008 no Palms Casino Resort em Paradise, Nevada. O evento principal contou com Mike Swick, participante do The Ultimate Fighter 1 nos médios baixando para os meio médios para enfrentar Josh Burkman.

## Bônus da noite
- Luta da Noite:  Gray Maynard vs.  Dennis Siver
- Nocaute da Noite:  Patrick Côté
- Finalização da Noite:  Nate Diaz